# Warnbichel
Warnbichel ist eine 739 m ü. NHN hohe Erhebung auf dem Gebiet der Gemeinde Reichersbeuern. Es wird auch die Schreibweise Walmbichl verwendet.
Sie liegt an der Gemeindegrenze zwischen Waakirchen und Reichersbeuren nördlich der Bundesstraße 472.